# Nothochaetes
Nothochaetes – rodzaj chrząszczy z rodziny otrupkowatych i podrodziny Byrrhinae. Obejmuje dwa opisane gatunki. Zamieszkują południowo-wschodnią Australię.

## Morfologia
Chrząszcze o krótkim, szerokim ciele długości od 1,8 do 3 mm. Ubarwienie mają ciemnorudobrązowe do czarnego, czasem z jaśniejszymi czułkami, odnóżami i spodem. Wierzch ciała porastają bardzo krótkie, sterczące, delikatne włoski, przeciętnie długie, półwzniesione, pogrubione szczecinki żółte oraz dłuższe, rozproszone, sterczące, zgrubiałe szczecinki rudobrązowe. Często do owłosienia tego poprzyklejana jest warstwa wydzielin i cząstek podłoża. Spód ciała porośnięty jest krótkimi, przylegającymi włoskami żółtej barwy.
Głowa jest nieco krótsza niż za oczami szeroka, silnie opadająca, o dość małych i niewyłupiastych oczach, zasłoniętych panewkach czułkowych, dość dużej wardze górnej z wyraźnym rowkiem poprzecznym u nasady i ściętym lub zaokrąglonym szczytem. Zbudowane z jedenastu członów czułki wieńczy luźno zestawiona, trójczłonowa buławka. Aparat gębowy dysponuje szerokimi, prawie trójkątnymi, trójzębnymi żuwaczkami z wyraźnymi listewkami grzbietowymi i bez moli, krótkimi i gęsto obrośniętymi szczecinkami żuwkami oraz wrzecionowatymi członami szczytowymi głaszczków. Poprzeczną gulę wygraniczają odległe szwy gularne. 
Długość przedplecza jest nie większa niż połowa jego szerokości. Największą szerokość osiąga ono u nasady lub w jej pobliżu. Przednią krawędź ma ściętą lub szeroko zaokrągloną, przednie kąty małe i prawie ostre, boczne krawędzie silnie zaokrąglone lub zafalowane i zaopatrzone w pełne listewki, tylne kąty proste do prawie ostrych, a tylną krawędź nieobrzeżoną, równomiernie zaokrągloną do lekko dwufalistej. Zewnętrznie tarczki nie widać. Pokrywy są trochę szersze niż dłuższe, po bokach silnie zaokrąglone, o nabrzmiałych barkach, na szczycie pozbawione języczka oraz o szerokich, wklęsłych i nie sięgających poza środkowe biodra epipleurach. Nie występuje tylna para skrzydeł.
Podgięcia przedplecza cechują się obecnością na przedzie małego dołka oddzielonego ukośnym lub silnie zagiętym żeberkiem od dużego tylnego wcisku do chowania odnóża. Przedpiersie ma część przedbiodrową lekko wypukłą, zaopatrzoną w parę rowków do chowania czułków i wcisk na głowę, o połowę krótszą od panewek przednich bioder. Wyrostek przedpiersia ma równoległe boki i ścięty szczyt. Wspomniane panewki są mocno poprzeczne, szeroko od wewnątrz i zewnątrz otwarte, a same biodra walcowate, krótkimi, ząbkowatymi płytkami i z odsłoniętymi krętarzykami. Mocno poprzeczne śródpiersie ma krótki, szeroki i na szczycie wykrojony wyrostek międzybiodrowy. Środkowe biodra są prawie kuliste do lekko poprzecznych, o odsłoniętych krętarzykach i krótkich płytkach. Krótkie zapiersie ma zakrzywione bocznie linie zabiodrowe. Metanepisternity i metepimeryty skryte są pod pokrywami. Trzykrotnie szersze niż dłuższe, niewystające biodra tylne dysponują dobrze wykształconymi płytkami.
Stosunkowo krótkie odnóża mają nieco poszerzone pośrodku uda, mniej więcej tak długie jak one i nieco w odsiebnej ⅓ poszerzone golenie z palisadą długich, kolcowatych szczecinek na zewnętrznej krawędzi i dwoma ostrogami na szczycie oraz pięcioczłonowe stopy (czwarty zredukowany) i zwieńczone niezmodyfikowanymi pazurkami.
Długość odwłoka wynosi ¾ jego szerokości na przedzie. Na jego spodzie widać pięć sternitów, z których pierwszy wypuszcza krótki, szeroki, wąsko ścięty wyrostek międzybiodrowy i ma parę szerokich wcisków do chowania tylnych odnóży po bokach, a ostatni jest tak długi jak trzy poprzednie razem wzięte i na szczycie szeroko zaokrąglony. Edeagus ma symetryczną fallobazę, nierozbieżne, zwężone ku prawie zaostrzonemu szczytowi paramery oraz wąski płat środkowy (prącie) o szczycie wąsko zaokrąglonym lub strzałkowato powiększonym. Samica ma dwukrotnie wykrojony lub opatrzony krótkim spiculum ventrale przedni brzeg ósmego sternitu i od 1,65 do 1,75 raza dłuższe niż szersze pokładełko o bocznie ścieśnionych płatach odsiebnych z wierzchołkowo umieszczonymi, chudymi gonostylikami.

## Rozprzestrzenienie
Owady australijskie, znane z stanu Wiktoria, Tasmanii i wyspy Lord Howe.

## Taksonomia
Rodzaj ten wprowadzony został w 2013 roku przez Johna F. Lawrence’a, Adama Ślipińskiego, Olafa Jägera i Andreasa Pütza na łamach „Zootaxa”. Gatunkiem typowym wyznaczono Pedilophorus fasciculatus.
Do rodzaju należą dwa opisane gatunki:
- Nothochaetes fasciculatus (Lea, 1920)
- Nothochaetes howensis Lawrence, Slipinski, Jager et Putz, 2013.